# 867 Kovacia
867 Kovacia је астероид главног астероидног појаса са пречником од приближно 24,04 .
Афел астероида је на удаљености од 3,465 астрономских јединица (АЈ) од Сунца, а перихел на 2,655 АЈ. 
Ексцентрицитет орбите износи 0,132, инклинација (нагиб) орбите у односу на раван еклиптике 5,984 степени, а орбитални период износи 1956,044 дана (5,355 година). 
Апсолутна магнитуда астероида је 11,30 а геометријски албедо 0,092.
Астероид је откривен 25. фебруара 1917. године.